# جنوب يويست
جنوب ويست هي ثاني أكبر جزيرة في هبريدس الخارجية في إسكتلندا. بلغ عدد سكانها 1.754 شخصًا في إحصائيات عام 2011، وانخفض عدد أفراد الجزيرة 64 شخصًا منذ عام 2001. تعد الجزيرة، على غرار بقية هبريدس، واحدة من آخر معاقل اللغة الغيلية في إسكتلندا وتعد نسبة الروم الكاثوليك -سكان جنوب يويست المعروفون في اللغة الغيلية باسم داسايش (الجنوبيون)- حوالي 90% من السكان. تعد الجزيرة موطنًا لمحمية طبيعية وعدد من المواقع ذات أهمية أثرية، بما في ذلك الموقع الوحيد في بريطانيا العظمى حيث عُثر على مومياوات من فترة ما قبل التاريخ. توجد مجموعة اختبار للصواريخ في الشمال الغربي. شاركت جنوب يويست في عام 2006، جنبًا إلى جنب مع بنبكيولا وإيريسكاي، في أكبر عملية استحواذ على الأراضي في إسكتلندا.

## الجغرافيا والجيولوجيا
يتمثل الغرب من المشاير (جهة من تلة رمال محمية من الريح ومغطاة بالعشب، خاصة في التلال في شمال غرب إسكتلندا: سهل ساحلي خصب منخفض) مع شاطئ رملي مستمر، بينما يكون الساحل الشرقي جبليًا، بقمم بين مهير (جيديدال) 620 مترًا (2030 قدمًا) وهيكلا 606 مترًا (1988 قدمًا). اشبوييسديل (بحيرة باغاسديل) هي القرية الرئيسية في الجزيرة، التي تنطلق منها العبّارات إلى أوبان عن طريق البر الرئيسي، وإلى كاستليباي (باجا كاشتايل) عن طريق جزيرة باررا. ترتبط الجزيرة بإريسكاي وبنبكيولا عن طريق الجسور. وتشمل المستوطنات الأصغر، داليبروغ (دالابروغ) وهومور (طوبا مير) ولوداج (آن لاداج).
يوجد في جنوب يويست حجر أساس لمجمع لويسيان، وهو تحول إقليمي رفيع المستوى يرجع تاريخه إلى 2900 مليون عام في الدهر السحيق. يُظهر البعض تحولًا في سلائل الجرانيت، لكن معظمها عبارة عن سُلم أمفيبوليت (نوع صخور متحولة) ذات درجة حرارة منخفضة قليلًا. شكلت هذه الصخور جزءًا من القشرة القديمة العميقة للأرض، والتي تُركت عندما تشكل شمال الأطلسي. هذه هي أقدم الصخور في الجزر البريطانية اليوم وقد خرجت إلى السطح بواسطة الحركات التكتونية. يتحملون حاليًا ندوب التجلد الأخير الذي أخرجها إلى السطح.

## أصل التسمية
يشير ماك أنيلير (2003) إلى أن اشتقاق كلمة «يويست» قد يكون سببه «جزيرة ذرة». ومع ذلك، في حين يشير جاملتوف (2007) إلى أن اللغة الشمالية القديمة كانت مألوفة لدى متحدثي اللغة النرويجية القديمة باعتبارها «مسكن»، فإن الكلمة «من أصل غير غيلي» وتعتبر نفسها واحدة من عدد من «أسماء الأماكن الأجنبية التي خضعت للتكيف في اللغة الشمالية القديمة».

## التاريخ

### التاريخ المبكر
كان جنوب يويست، موطنًا لمجتمع العصر الحجري الحديث المزدهر. فالجزيرة مغطاة بالعديد من بقايا العصر الحجري الحديث، مثل الدفن، وعدد صغير من الحجارة الواقفة، أكبرها -طولها 17 قدمًا- في وسط الجزيرة، على الحافة الشمالية من «بين شارا». استمر الاحتلال في العصر الحجري، كما يتضح من عدد من الاكتشافات التي عُثر عليها في جميع أنحاء الجزيرة.
في وقت لاحق من العصر البرونزي، حُنط رجل، وعُرض في كلاد هالان، واستُبدلت بعض أجزائه في بعض الأحيان على مر القرون، وانضمت إليه امرأة بعد ثلاثمئة سنة. ويعد هذان الاثنان معًا المومياوات الوحيدة المعروفة في عصور ما قبل التاريخ في الجزر البريطانية. قرب نهاية العصر البرونزي، دُفنت المومياوات، وبُني فوقها صف من المنازل المستديرة. لم يتم التخلي عن كلاد هالان حتى أواخر العصر الحديدي. في ذلك الوقت تقريبًا، في القرن الثاني قبل الميلاد، بُني برج دائري على دون فولان؛ يشير البحث الأثري إلى أن السكان كانوا غالبًا يتناولون لحم الخنزير. بعد القرن الثاني الميلادي، حُول برج دون فولان إلى منزل من ثلاث غرف. في الوقت نفسه، بُني منزل للعجلات في كيلفيدر. داخل خزانة (في غرفة القيادة)، عُثر على بروش برونزي مطلي بالمينا، من طراز عصري في بريطانيا الرومانية عام 150 م.

### مملكة الجزر
في القرن التاسع، غزا الفايكنغ جنوب يويست، إلى جانب بقية الهبريدس، والمملكة الغيلية من دل رياتا إلى الجنوب، وأسسوا مملكة الجزر في جميع أنحاء هذه الأراضي. عُثر على نقش قصير لأوغام في بورنيش، مُدرج على قطعة من عظام الحيوانات، يعود تاريخها إلى هذه الحقبة؛ يُعتقد أن الفايكنغز استخدموها كرمز للألعاب، أو ربما للسحر والتكهن.
بعد التوحيد النرويجي، أصبحت مملكة الجزر تابعة لتاج الملك النرويجي؛ وبالنسبة إلى النرويجيين، كانت سوذغيار (وهذا يعني الجزر الجنوبية). اعترف مالكولم الثالث الإسكتلندي كتابيًا أن سوذغيار لم تكن إسكتلندية، وأن الملك إدغار قد ابتعد عن أي شكوك متبقية بخصوص هذا الأمر. في كيلفيدر، تم التخلي عن البيوت المستديرة لصالح المنازل الطويلة الإسكندنافية؛ في بورنيش، على بعد بضعة أميال إلى الشمال، بٌنيت مستوطنة إسكندنافية أمتن وأفخم. كما هو موضح من قبل الاكتشافات الأثرية، تمكن السكان من الوصول إلى شبكة تجارية واسعة تمتد في جميع أنحاء الإمبراطورية النرويجية، وفي الأراضي المجاورة أيضًا مثل أيرلندا. ومع ذلك، في منتصف القرن الثاني عشر، شن سومريلد، وهو من سكان شمال النرويج من أصل غير مؤكد، انقلابًا جعل سوذغيار مستقلة تمامًا. بعد وفاته، استُعيدت السلطة النرويجية اسميًا، ولكن في الممارسة العملية، قُسمت المملكة بين ورثة سومرل (كلان سوميرل)، والسلالة التي خلعها سومرل (سلالة كروفان).

### مجلس اللوردات
في القرن الثالث عشر، على الرغم من استقالة إدغار، حاولت القوات الإسكتلندية احتلال أجزاء من سوذغيار، وبلغت ذروتها في معركة لارجز غير الحاسمة. سُوّيت المسألة في عام 1266 بواسطة معاهدة بيرث، التي نقلت سوذغيار إلى إسكتلندا، مقابل مبلغ من المال كبير للغاية. حافظت المعاهدة على وضع حكام سوذغيار؛ أصبحت أراضي ماك روي، باستثناء بوت وآران، وجورا، في سيادة غارموران، وهي تابعة شبه مستقلة للمملكة، وليست جزءًا جوهريًا من إسكتلندا. بعد ذلك، تم التخلي تدريجيًا عن بيوت النورش الطويلة، لصالح البنايات الجديدة، وبُنيت كنيسة أبرشية جديدة في هاومور في جنوب يويست. في مطلع القرن العشرين، أنشأ وليام الأول منصب «شريف إينفيرنيس»، ليكون مسؤولًا عن المرتفعات الإسكتلندية، والتي امتدت نظريًا إلى غارموران. أسس الملك جون باليول في عام 1293 شيريفردوم سكاي، التي شملت المناطق الخارجية من هيبريديس. ومع ذلك، في أعقاب اغتصاب عرشه، لم يُذكر اسم سكاي شيريفورد مجددًا، وأُكدت سيادة غارموران (بما في ذلك يويست) لزعيم ماكوري. في عام 1343، أصدر الملك ديفيد الثاني ميثاقًا إضافيًا بخصوص هذا الأمر للابن الأخير. بعد ثلاث سنوات فقط، كان وريث ماكروري الوحيد الباقي على قيد الحياة هو إيمي غارموران. أصبحت الأجزاء الجنوبية من مملكة الجزر صاحبةَ السيادة التي يحكمها ماكدونالدز (مجموعة أخرى من أحفاد سومرليد). تزوجت إيمي من زعيم ماكدونالد، جون إيسلاي، لكن بعد عقد من الزمن، طلقها وتزوج من ابنة الملك بدلًا عنها (مقابل مهر كبير).